# Aycinena
Aycinena ist der Name einer Unternehmer- und Politikerdynastie, die im 18. und 19. Jahrhundert eine herausragende Rolle im spät- und postkolonialen Zentralamerika, insbesondere in Guatemala, spielte. Die Familie Aycinena gehört bis heute zu den einflussreichsten Familien Guatemalas.
Stammvater der Familie in Guatemala war Juan Fermín de Aycinena e Irigoyén (* 1729 in Ziga, Navarra, Spanien; † 1796 in Guatemala-Stadt). Er wanderte 1749 zunächst nach Mexiko aus, wo er sich kurzzeitig in Mexiko-Stadt und anschließend vier Jahre in Oaxaca aufhielt. 1754 siedelte er nach Santiago de Guatemala über, wo er das Handelshaus Casa de Aycinena gründete. Es gelang ihm, innerhalb von nicht einmal 20 Jahren zum führenden Kaufmann und Bankier und wohl auch reichsten Mann Zentralamerikas zu werden. Grundlage seines geschäftlichen Erfolgs war dabei vor allem der Anbau von und Handel mit Indigo. Nach der fast vollständigen Zerstörung der Stadt Santiago de Guatemala durch ein Erdbeben am 26. Juli 1773 war Aycinena maßgeblich am Aufbau der neuen Hauptstadt Nueva Guatemala de la Asunción (Guatemala-Stadt) beteiligt. Er besaß das einzige private Wohnhaus am zentralen Marktplatz der neuen Hauptstadt. Juan Fermín de Aycinena wurde vom spanischen König Karl III. zunächst mit dem Titel eines Vizconde de Aldecoa in den erblichen Adel erhoben. 1785 wurde ihm der Titel Marqués de Aycinena verliehen. Er war damit der einzige Adelige im spätkolonialen Zentralamerika. Juan Fermín de Aycinena war dreimal verheiratet, zunächst mit Juana Carillo y Gálvez, sodann mit Micaela de Nájera y Mencos und zuletzt mit Micaela Piñol y Muñoz, der Schwester seiner Schwiegertochter Juana Piñol y Muñoz.

## Weitere Familienmitglieder
- Miguel José de Aycinena y Piñol (* 29. Oktober 1786 in Guatemala-Stadt; † 23. August 1829 in Havanna) war Dozent für Theologie, Prior und schließlich Ordensprovinzial des Dominikanerordens in Zentralamerika (1820-25). Als 1829 die Regierung seines Bruders Mariano durch Francisco Morazán gestürzt wurde, musste er das Land verlassen und ging nach Kuba ins Exil, wo er kurz darauf starb.
- Mariano de Aycinena y Piñol (* 16. September 1789 in Guatemala-Stadt; † 22. Januar 1855 in Guatemala-Stadt), Staatschef der Provinz Guatemala (1827-29).
- Juan José de Aycinena y Piñol, III. Marqués de Aycinena (* 29. August 1792 in Guatemala-Stadt; † 17. Februar 1865 in Guatemala-Stadt), katholischer Priester, Unternehmer und Politiker.
- Pedro de Aycinena y Piñol (* 1802; † 14. März 1897), guatemaltekischer Präsident (1865).
- Juan Fermín de Aycinena y Aycinena (* 28. März 1838 in Guatemala-Stadt; † 10. Januar 1898 in Guatemala-Stadt), guatemaltekischer Dichter
- José Bernardo Piñol y Aycinena († 24. April 1881 in Guatemala-Stadt) war 1860–67 Bischof von León in Nicaragua, wo er am 20. November 1860 die Kathedrale weihte. Anschließend war er von 1867 bis 1881 Erzbischof von Guatemala. Nach der liberalen Revolution von 1871 beteiligte sich Piñol angeblich an Umsturzplänen gegen die Regierung des Präsidenten García Granados. Er wurde daraufhin durch Verordnung vom 17. Oktober 1871 des Landes verwiesen und musste nach Panama ins Exil gehen.